# ¡No, cariño, no!
¡No, cariño, no! es el tercer álbum de Bella Bestia publicado en 1988.

## Lista de canciones
1. "Una vez más" (Tony Acebes) 3:28
2. "A su lado" (Tony Acebes/Pancho Martín) 3:33
3. "Te llevaré conmigo" (Tony Acebes/Pancho Martín) 4:11
4. "Maldito silencio" (Tony Acebes) 3:50
5. "Un momento antes de matarte" (Tony Acebes/Pancho Martín) 3:25
6. "Ella, yo él (tres tristes tristezas)" (Tony Acebes/J.M. San Segundo) 3:34
7. "¡No, cariño, no!" (Tony Acebes) 3:58
8. "Malos tiempos" (Tony Acebes/Pancho Martín) 2:44

## Personal
- "Pancho" Martín: Voz y voces
- "Tony" Acebes: Guitarras
- José María San Segundo: Bajo
- Lamberto Amador: batería

- Datos: Q2838834